# Kanton Mende-Sud

Lage der Orte im Kanton

Der Kanton Mende-Sud war von 1982 bis 2015 ein französischer Wahlkreis im Arrondissement Mende, im Département Lozère und in der ehemaligen Region Languedoc-Roussillon; sein Hauptort war Mende.
Der Kanton Mende-Sud war 173,47 km² groß und hatte 7404 Einwohner (Stand 2012).
Der Kanton umfasste Wahlberechtigte aus folgenden fünf Gemeinden und einem Teil der Stadt Mende:
| Gemeinde                   | Einwohner Jahr | Fläche km² | Bevölkerungsdichte | Code INSEE | Postleitzahl |
| -------------------------- | -------------- | ---------- | ------------------ | ---------- | ------------ |
| Balsièges                  | 535 (2013)     | –          | – Einw./km²        | 48016      | 48000        |
| Brenoux                    | 370 (2013)     | –          | – Einw./km²        | 48030      | 48000        |
| Lanuéjols                  | 309 (2013)     | –          | – Einw./km²        | 48081      | 48000        |
| Mende                      | 11.679 (2013)  | –          | – Einw./km²        | 48095      | 48000        |
| Saint-Bauzile              | 666 (2013)     | –          | – Einw./km²        | 48137      | 48000        |
| Saint-Étienne-du-Valdonnez | 648 (2013)     | –          | – Einw./km²        | 48147      | 48000        |

Von der Stadt Mende (deren Gesamteinwohnerzahl hier angegeben ist), die zum Teil im Kanton lag, gehörten zum Kanton Mende-Sud die Stadtteile:
- Altstadt (Centre historique)
- Fontanilles
- Saint-Laurent
- Sirvens
- La Vabre
- Ramille